# دشت عباس (أيسين)
دشت عباس (بالفارسية: دشت امام) هي قرية تقع في إيران في قسم أيسين الريفي. يقدر عدد سكانها بـ 771 نسمة بحسب إحصاء 2016.